# برلشتدت
برلشتدت (به آلمانی: Berlstedt) یک شهر در آلمان است که در وایمارر لاند واقع شده‌است. برلشتدت ۱٬۹۱۶ نفر جمعیت دارد.